# كلاريس ماكلين
كلاريس ماكلين (بالإنجليزية: Clarice McLean)‏ هي راقصة أمريكية، ولدت في 1936.